# Waggonfabrik Steinfurt

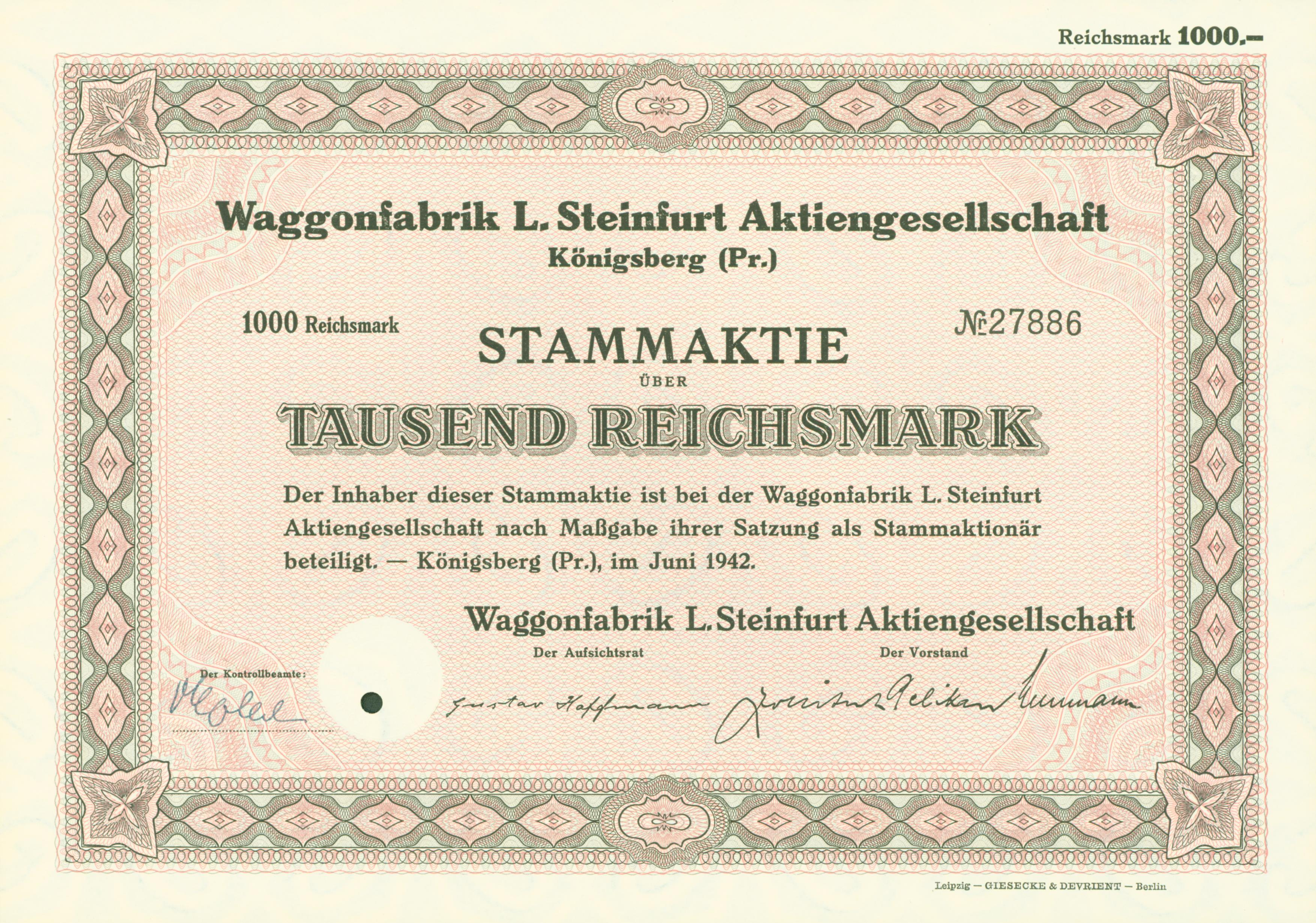
Aktie aus dem Jahr 1942 über 1000 Reichsmark

Die Waggonfabrik Steinfurt war eine Waggonfabrik in Königsberg.

## Geschichte
Die Firma führt ihren Ursprung zurück auf die seit dem 13. Januar 1830 bestehende „Metallspritzen- und Maschinenfabrik Leopold Steinfurt“, die handwerksmäßig hydraulische Pressen, Schrauben, Pumpen, Spritzen und ähnliche Erzeugnisse herstellte. Im Jahr 1833 zeigte das Unternehmen auf der zweiten Kunst- und Gewerbeausstellung in Königsberg ein Modell einer Dampfmaschine. Der Standort war 1830–1843 die Badergasse, 1843–1903 der Weidendamm. Dort gab es eine mit Schlosserei, Messinggießerei, Maschinen- und Kesselhaus sowie einer Gießerei mit zwei Kupolöfen. Die Gießerei wurde 1858 verkauft. Der Gründer Benjamin Leopold Steinfurt starb 1864.
Im Jahr 1872 wurden die ersten sechs Personenwagen der IV. Wagenklasse für die Ostpreußische Südbahn ausgeliefert. Ab 1875 wurden bis zu 500 Güterwagen jährlich produziert. 1886 wurde Fritz Heumann Alleininhaber. 1890 wurde Steinfurt Gründungsmitglied der „Norddeutschen Wagenbau-Vereinigung“ (NWV), die Vereinbarungen mit der preußischen Eisenbahnverwaltung traf. 25 Jahre nach Beginn des Waggonbaues wurde der 5000. Wagen ausgeliefert. Konrad Gaedeke wurde 1906 Aufsichtsratsvorsitzender und die Firma eine GmbH. 1908 wurde die Mittelpufferkupplung, Bauart Scharfenberg (D.R.P. Nr. 188845), für deren Fabrikation bei Steinfurt eine Spezialabteilung eingerichtet wurde, erstmals bei der Memeler Kleinbahn eingeführt.
Seit 1909 hatte die Firma eine neue Fabrik an der Arndtstraße an den Pregelwiesen mit Bahnanschluss zur Königsberg-Pillauer Bahn und eigenen Ladebrücken zum Löschen der wasserseitig ankommenden Materialien. 1915 bekam das Werk mehr Arbeitskräfte durch die Zuführung von Kriegsgefangenen und Hilfsdienstpflichtigen. Trotz wachsender Schwierigkeiten bei der Material- und Brennstoffversorgung konnte der Betrieb bis Kriegsende aufrechterhalten werden. Da aufgrund der Reparationsleistungen an das Ausland die abgegebenen Wagen dringend ersetzt werden mussten, erlebte das Werk ab 1920 einen kurzen Aufschwung. Im Jahr 1930 wurde der 20.000ste Wagen ausgeliefert.
Ende August 1944 wurde das Werk bei den Fliegerangriffen auf Königsberg beschädigt, aber von sowjetischer Seite bald wieder in Gang gesetzt. Die Altgesellschaft wurde nach Hamburg verlagert und 1966 ein Konkursverfahren eingeleitet.